# Regeringen Hans Enoksen V
Regeringen Hans Enoksen V var Grønlands regering fra 1. maj 2007 til 12. juni 2009. Den var en koalition bestående af Siumut og Atassut. Regeringen blev udpeget af Hans Enoksen efter at Inuit Ataqatigiit var tvunget til at forlade hans forrige regering.

## Regeringsdannelse
Den 30. april 2007 smed Hans Enoksen Inuit Ataqatigiit ud af trepartikoalitionen. Dette var forårsaget af stridigheder om en fiskerilov. Selvom koalitionen stadig havde et snævert flertal, lovede Demokraterne deres støtte til regeringen. Bortset fra Inuit Ataqatigiits ministerier blev der ikke foretaget ændringer i regeringens sammensætning. Lars Emil Johansen (Siumut) overtog embedet efter Josef Motzfeldt, og Arĸalo Abelsen (Atassut) overtog fra Agathe Fontain.

## Regeringsrokader
Lars Emil Johansen trådte tilbage efter blot en måned, fordi han var blevet valgt til Folketinget og ikke måtte have et dobbeltmandat. Tre uger senere blev hans embede overtaget af Aleqa Hammond, hvis tidligere ministerium blev delt mellem Hans Enoksen og Tommy Marø. I september 2008 trådte Aleqa Hammond tilbage på grund af utilfredshed med regeringens politik og blev erstattet af Per Berthelsen. Den 7. november 2008 afløste Naja Petersen den fratrådte Arĸalo Abelsen.

## Regeringens sammensætning
| Minister (Parti)              | Ministerium                                                                     | Periode                                       |
| ----------------------------- | ------------------------------------------------------------------------------- | --------------------------------------------- |
| Hans Enoksen (Siumut)         | Landsstyreformand                                                               | til 30. maj 2007                              |
| Hans Enoksen (Siumut)         | Landsstyreformand og finanser (fungerende)                                      | fra 30. maj 2007 til 18. juni 2007            |
| Hans Enoksen (Siumut)         | Landsstyreformand og justitsvæsen                                               | fra 18. juni 2007                             |
| Hans Enoksen (Siumut)         | Landsstyreformand og justitsvæsen, finanser og udenrigsanliggender (fungerende) | fra 22. september 2008 til 26. september 2008 |
| Arĸalo Abelsen (Atassut)      | Sundhed og miljø                                                                | til 7. november 2008                          |
| Per Berthelsen (Siumut)       | Finanser og udenrigsanliggender                                                 | fra 26. september 2008                        |
| Lars Emil Johansen (Siumut)   | Finanser og udenrigsanliggender                                                 | til 30. maj 2007                              |
| Aleqa Hammond (Siumut)        | Familie og justitsvæsen                                                         | til 30. maj 2007                              |
| Aleqa Hammond (Siumut)        | Familie, Justitsvæsen og udenrigsanliggender                                    | fra 30. maj 2007 til 18. juni 2007            |
| Aleqa Hammond (Siumut)        | Finanser og udenrigsanliggender                                                 | fra 18. juni 2007 til 22. september 2008      |
| Siverth K. Heilmann (Atassut) | Erhverv, arbejdsmarked og erhvervsuddannelser                                   |                                               |
| Finn Karlsen (Atassut)        | Fiskeri, fangst og landbrug                                                     |                                               |
| Kim Kielsen (Siumut)          | Boliger, infrastruktur og råstoffer                                             |                                               |
| Tommy Marø (Siumut)           | Kultur, uddannelse, forskning og kirke                                          | til 18. juni 2007                             |
| Tommy Marø (Siumut)           | Kultur, uddannelse, forskning, kirke og familie                                 | fra 18. juni 2007                             |
| Naja Petersen (Atassut)       | Sundhed og miljø                                                                | fra 7. november 2008                          |